# Stazione di Lunamatrona-Pauli Arbarei
La stazione di Lunamatrona-Pauli Arbarei, già stazione di Lunamatrona-Pauli Arbarei-Villanovaforru, fu una stazione ferroviaria situata nel comune di Pauli Arbarei e al servizio dell'abitato omonimo e di quello di Lunamatrona, posta lungo la ferrovia Villamar-Ales.

## Storia
Le origini di questo scalo ferroviario risalgono agli anni dieci del Novecento, epoca in cui la Ferrovie Complementari della Sardegna realizzò la linea ferroviaria tra Villamar e Ales, il cui tracciato prevedeva il passaggio poco fuori dagli abitati di Lunamatrona e di Pauli Arbarei che furono quindi dotati di una stazione in comune. L'impianto fu completato nella prima metà del decennio e venne attivato insieme alla rete ferroviaria delle FCS il 21 giugno 1915. Quattro anni più tardi la denominazione dell'impianto variò in "Lunamatrona-Pauli Arbarei-Villanovaforru".
Nel secondo dopoguerra la Villamar-Ales rientrò nell'elenco delle ferrovie secondarie sarde destinate alla sostituzione delle relazioni con autocorse, situazione che si concretizzò nel 1956: il 5 settembre di quell'anno le FCS cessarono infatti l'attività ferroviaria sulla linea e di conseguenza nella stazione, in seguito disarmata ed abbandonata e di cui non permangono più tracce in loco.

## Strutture e impianti
La struttura era ubicata lungo la strada provinciale 46, al confine tra i comuni di Lunamatrona (il centro più vicino), Siddi e Pauli Arbarei (nel cui territorio ricadeva l'impianto), e dal punto di vista ferroviario aveva caratteristiche di stazione passante. L'armamento dell'impianto consisteva complessivamente di tre binari aventi scartamento di 950 mm: dal binario di corsa se ne diramava uno passante a est, mentre sul lato opposto aveva origine un tronchino (dotato di prolungamento) che serviva lo scalo merci, dotato anche di un magazzino e di un piano caricatore.
Lo scalo era dotato di tre edifici, i cui resti vennero rimossi tra la fine degli anni settanta e gli ottanta. Il fabbricato viaggiatori era di terza classe, si sviluppava su due piani (più il tetto a falde) ed era dotato di tre accessi sul lato binari; attiguo ad esso era ubicato il magazzino merci. A sud degli edifici principali era infine posta una piccola costruzione per i servizi igienici.

## Movimento
Negli anni di attività ferroviaria lo scalo fu servito dalle relazioni passeggeri e merci delle Ferrovie Complementari della Sardegna.

## Servizi
La stazione durante l'esercizio ferroviario era dotata di una sala d'attesa (ospitata nel fabbricato viaggiatori) e di servizi igienici, questi ultimi ubicati in una costruzione apposita.
- Sala d'attesa
- Servizi igienici